# El pueblo unido jamás será vencido (album)
El pueblo unido jamás será vencido è un album in studio del gruppo cileno Quilapayún pubblicato nel 1975.

## Descrizione
Questo è il primo disco in studio realizzato dopo il golpe di Pinochet, e il primo durante l'esilio in Francia. In seguito a un lungo periodo caratterizzato da continui concerti e manifestazioni di solidarietà con il Cile e contro la dittatura, il gruppo registra nel 1974 e pubblica l'anno seguente un disco che non può non risentire del vissuto di quei giorni. Molti sono quindi i brani con riferimenti al dramma cileno, a partire dalla traccia di apertura, Compañero presidente, dedicata allo scomparso presidente del Cile Salvador Allende. Ci sono poi i due brani entrambi intitolati La represión ("La repressione"), Canción de la esperanza, un brano strumentale composto subito dopo il colpo di stato (da cui il titolo Canzone della speranza), Con el alma llena de banderas, una canzone scritta qualche anno prima da Víctor Jara come omaggio a un giovane comunista cileno ucciso dalla polizia, qui presente in quanto brano di lotta e di speranza, El rojo gota a gota irá creciendo ("Il rosso crescerà goccia a goccia") che racconta con toni drammatici l'orrore del presente e la speranza per il futuro.
Il disco si conclude con uno dei brani più famosi del gruppo, El pueblo unido jamás será vencido, scritta prima del colpo di stato e cantata in Cile in molte manifestazioni a difesa del governo di Unidad Popular. Dopo il golpe si è trasformata nella canzone simbolo della resistenza cilena e non poteva mancare in questa produzione.
La traccia 8, La represión, era già stata incisa dal gruppo all'interno dell'LP La fragua. In questa nuova registrazione è stata arrangiata per strumenti folklorici, sostituiti all'orchestra presente nella versione originale. Titicaca è uno strumentale la cui parte lenta è stata scritta da Eduardo Carrasco, mentre l'altra sezione è la rielaborazione di una melodia popolare utilizzata come base per la costruzione della prima. Elegía al Che Guevara è una nuova versione del brano contenuto nell'album Quilapayún 3 e lì intitolato semplicemente Elegía.
Gli arrangiamenti appartengono tutti collettivamente al gruppo, tranne Chacarilla (brano dell'altopiano andino, questa versione si rifà all'arrangiamento realizzato dagli Illapu) e La represión e El pueblo unido jamás será vencido arrangiati da Sergio Ortega. 
Prima di questo disco abbandona il gruppo Rubén Escudero, sostituito da Guillermo García, che aveva collaborato col gruppo negli anni precedenti e che per unirsi ai Quilapayún sceglie volontariamente di vivere in esilio.

## Edizioni
Questo album è stato pubblicato per la prima volta nel 1975, in formato LP, e in questo stesso formato è stato pubblicato in diversi paesi del mondo, sempre con le stesse canzoni, ma a volte con l'ordine modificato, identico titolo e a volte con la copertina modificata. L'edizione italiana contiene solo 7 brani dal disco originale, uniti a 5 altre canzoni provenienti da dischi precedenti del gruppo. Nella sola edizione tedesca il testo di El rojo gota a gota irá creciendo è attribuito anche a Pablo Neruda (il titolo e il testo riprendono alcuni frammenti della sua poesia Cómo nacen las banderas parte del Canto general).
Negli anni '90 El pueblo unido jamás será vencido è stato anche pubblicato in CD in edizioni che hanno sempre escluso le canzoni Compañero presidente e La represión (traccia 8). Sono state però aggiunte svariate bonus-track tratte da altri dischi (indicate come "altri titoli fondamentali registrati nella stessa epoca").
- 1975 – LP, Pathé Marconi EMI 2 C 064-81827, Francia
- 1975 – LP, Pläne Records P 13 DF 66, Germania Ovest
- 1975 – LP, Fadisa 710089, Ecuador
- 1975 – LP, XTRA 1155, Regno Unito
- 1975 – LP, Dicap DCP-21, Perù
- 1975 – LP, Corporacion Los Ruices CLR-1528, Venezuela
- 1975 – LP, EMI Odeon EOS-80386, Giappone
- 1975 – LP, Dicap 064-81827, Brasile
- 1975 – LP, I Dischi dello Zodiaco VPA 8245, Italia
- 1976 – LP, Vrije Muziek DF 66, Paesi Bassi
- 1976 – LP, Movieplay 17.0887/8, Spagna, (senza il brano La represión, traccia 9)
- 1991 – CD, Disques Dom CD 1048, Francia, edizione con 14 tracce
- 1996 – CD, Alerce CDAL 0224, Cile, edizione con 13 tracce
- 1998 – CD, Warner Music Chile 3984 25666-2, Cile, edizione con 14 tracce

## Tracce

### LP
1. Compañero presidente – 5:41 (Eduardo Carrasco)
2. Elegía al Che Guevara – 3:05 (musica: Eduardo Carrasco)
3. Canción de la esperanza – 4:08 (Eduardo Carrasco)
4. El rojo gota a gota irá creciendo – 3:55 (testo: Eduardo Carrasco – musica: Eduardo Carrasco e Horacio Salinas)
5. Chacarilla – 2:49 (tradizionale della Bolivia)
6. Con el alma llena de banderas – 4:52 (Víctor Jara)
7. Titicaca – 3:30 (musica: Eduardo Carrasco)
8. La represión (da La fragua) – 4:21 (Sergio Ortega)
9. La represión – 4:04 (testo: Julio Rojas – musica: Jaime Soto León)
10. El pueblo unido jamás será vencido – 3:31 (testo: Sergio Ortega e Quilapayún – musica: Sergio Ortega)

Durata totale: 39:56

### CD
1. Comienza la vida nueva (dal disco Vivir como él) – 3:40 (Luis Advis) – bonus track
2. Elegía al Che Guevara – 3:05 (musica: Eduardo Carrasco)
3. Niño araucano (dal disco La fragua) – 3:28 (Sergio Ortega) – bonus track
4. ¿Onofre? Sí Frei (dal disco No volveremos atrás) – 2:54 (Sergio Ortega e Quilapayún) – bonus track
5. Nuestro cobre (dal disco La marche et le drapeau) – 3:44 (Eduardo Yáñez) – bonus track
6. Titicaca – 3:30 (musica: Eduardo Carrasco)
7. Venceremos (dal disco Enregistrement public) – 2:44 (testo: Claudio Iturra – musica: Sergio Ortega) – bonus track
8. Tío Caimán (dal disco La marche et le drapeau) – 2:53 (Chang Marín) – bonus track
9. La represión – 4:04 (testo: Julio Rojas – musica: Jaime Soto León)
10. Canción de la esperanza – 4:08 (Eduardo Carrasco)
11. El rojo gota a gota irá creciendo – 3:55 (testo: Eduardo Carrasco – musica: Eduardo Carrasco e Horacio Salinas)
12. Chacarilla – 2:49 (tradizionale della Bolivia)
13. Con el alma llena de banderas – 4:52 (Víctor Jara)
14. El pueblo unido jamás será vencido – 3:31 (testo: Sergio Ortega e Quilapayún – musica: Sergio Ortega)

Durata totale: 49:17

## Crediti

### Formazione
- Eduardo Carrasco: quena, pincuyo, zampoña, voce
- Carlos Quezada: percussioni, chitarra, voce
- Willy Oddó: chitarra, percussioni, voce
- Hernán Gómez: chitarra, charango, voce
- Rodolfo Parada: chitarra, tiple, tres, cuatro, zampoña, voce
- Hugo Lagos: quena, zampoña, charango, chitarra, voce
- Guillermo Garcia: chitarra, percussioni, voce

### Collaboratori
- Jean-Claude Lefevre - ingegnere del suono
- José Balmes - disegno di copertina